# Great Moon Hoax
The Great Moon Hoax (lett. "la grande burla della Luna") è il nome con cui è rimasta nota una serie di sei articoli pubblicata nel quotidiano New York Sun a partire dal 25 agosto 1835, sulla presunta scoperta della vita e della civiltà sulla Luna. Tali scoperte furono falsamente attribuite a sir John Herschel, forse il più noto astronomo del suo tempo.
Negli intenti dell'anonimo autore - poi rivelatosi Richard Adams Locke - doveva presumibilmente trattarsi di una satira, che tuttavia fu presa per vera. Gli articoli suscitarono tale scalpore da essere tradotti in varie lingue e pubblicati all'estero. L'anno successivo uscì a Napoli, in opuscolo, un'edizione in italiano, traduzione dell'edizione francese, intitolata Delle scoperte fatte nella luna del dottor Giovanni Herschel; è stata ripubblicata anche col titolo Nuove scoperte lunari.

## Storia

### Il primo articolo

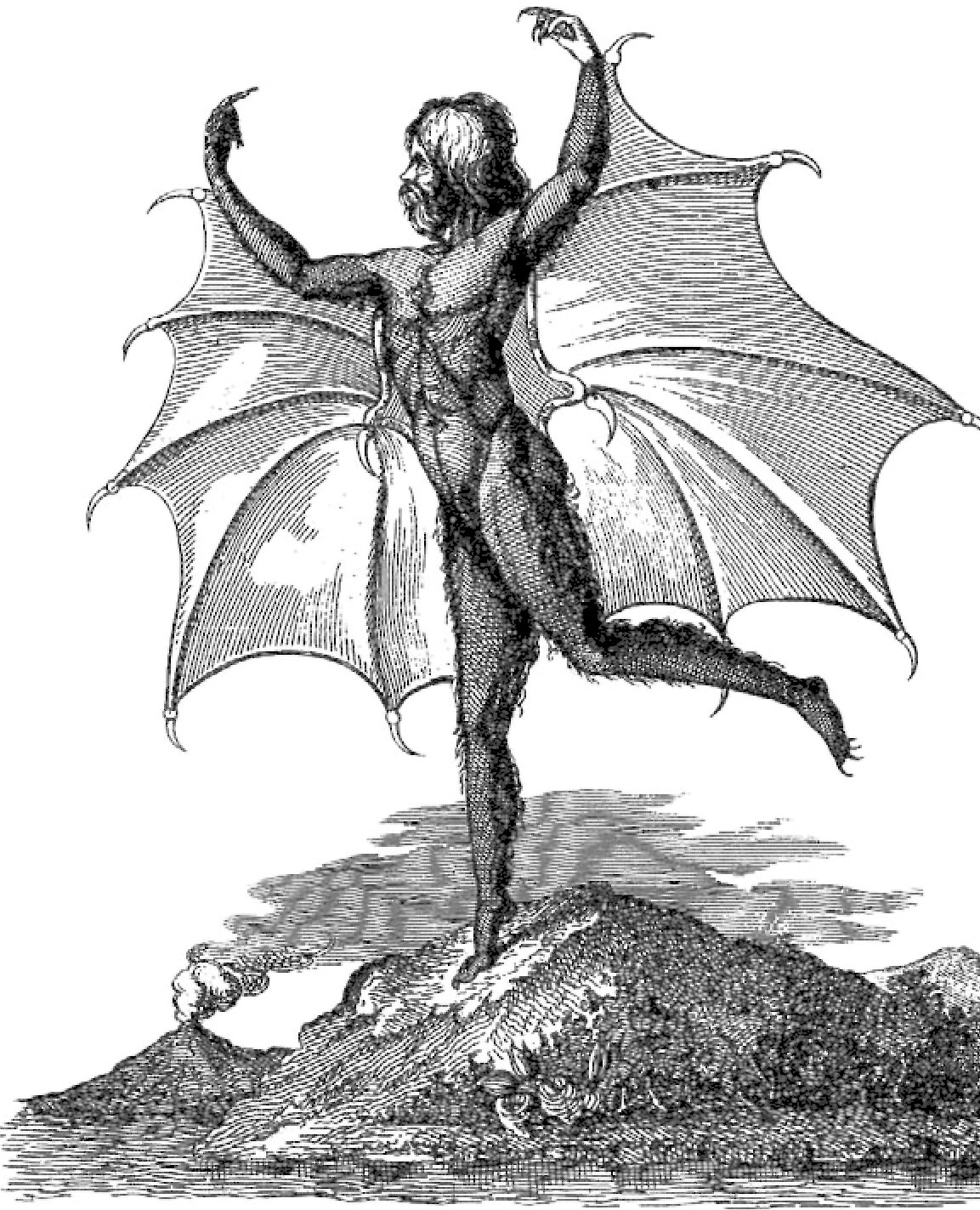
Un abitante della Luna (Vespertilio homo), dall'edizione italiana del 1836.

Il titolo di testa era:
L'articolo inizia trionfalmente, elencando una serie di eccezionali scoperte astronomiche che l'astronomo britannico sir John Herschel (1792-1871) sembra avesse fatto "per mezzo di un telescopio di grandi dimensioni e di un principio del tutto nuovo". Herschel era probabilmente il più noto astronomo dell'epoca: era il figlio di quel William Herschel a cui si devono la scoperta del pianeta Urano e della radiazione infrarossa, e nipote di Caroline Herschel, anch'essa astronoma, nonché scopritrice di una cometa. Secondo l'articolo in questione, egli avrebbe istituito una "nuova teoria dei fenomeni cometari", scritto di scoperte di pianeti in altri sistemi solari e, infine, "risolto o corretto quasi tutti i problemi principali di astronomia e matematica". L'articolo rivelava infine come Herschel sarebbe giunto a un risultato sorprendente: aveva "scoperto la vita sulla Luna!"
L'articolo offre un resoconto elaborato delle visioni fantastiche attribuite a Herschel nel corso della sua osservazione telescopica della Luna. Esso descrive una topografia lunare che comprende vaste foreste, mari interni e piramidi di quarzo color lilla. I lettori potevano immaginare una o più mandrie di bisonti vagare attraverso le pianure della Luna, un unicorno blu visto appollaiarsi sulle colline lunari e creature anfibie che attraversavano i fiumi e le spiagge del suolo lunare. Dal culmine del racconto emerge che lo scopritore Herschel avrebbe trovato prove di vita intelligente sulla superficie lunare, scoprendo poi una tribù primitiva abitante in capanne, assieme alla scoperta del fuoco e all'esistenza di bipedi armati, una razza di uomini alati che abitano in armonia pastorale in un misterioso tempio dal tetto d'oro. Herschel soprannomina queste creature gli "uomini pipistrelli" (Vespertilio homo).
Nella conclusione, gli autori annunciarono che le osservazioni si erano risolte con la distruzione del telescopio per mezzo del sole, a causa dell'obiettivo che avrebbe agito come specchio ustorio, appiccando il fuoco all'osservatorio.
Come autore del racconto è accreditato un personaggio fittizio, un certo dottor Andrew Grant, che descrive se stesso come il compagno di viaggio e amanuense di sir John Herschel.
L'articolo, naturalmente, era un'elaborata burla. Il vero Herschel (che pure era stato veramente al Capo di Buona Speranza) non aveva mai osservato la vita sulla Luna, né aveva mai compiuto una qualsiasi delle altre scoperte astronomiche attribuitegli in questi articoli, e passò gli anni successivi a dover spiegare l'equivoco. Con questo articolo, il New York Sun riuscì a vendere decine di migliaia di copie prima che il pubblico si rendesse conto di essere stato preso in giro o, da un altro punto di vista, chiamato a leggere un racconto di fantascienza.

### Le altre puntate della storia

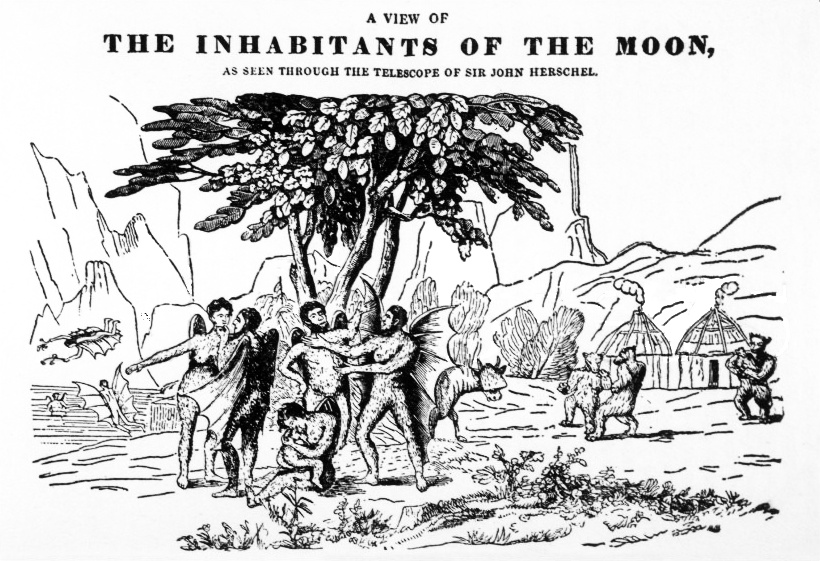
Gli abitanti della Luna, illustrazione da un'edizione pubblicata in Inghilterra (1836) da ignoto editore.

I newyorkesi furono talmente affascinati dall'articolo che l'edizione del giorno successivo con la seconda puntata, il 26 agosto 1835, vendette 19.000 copie, garantendo al Sun una diffusione più ampia di qualsiasi altro quotidiano sul pianeta.
La distribuzione del giornale aumentò di cinque volte. I proprietari del giornale, vista l'alta richiesta, ripubblicarono in seguito gli articoli in forma di pamphlet, che venne tradotto in diverse lingue, tra cui l'italiano, con la tiratura di 60.000 copie, che andarono esaurite in meno di un mese.
La bufala si sparse a macchia d'olio: commenti entusiasti venivano riportati su molti giornali, relazioni delle scoperte apparvero nei bollettini delle più celebri accademie scientifiche europee. Il dibattito fu comunque molto acceso. Nonostante fosse convinto che anche su altri pianeti potessero esserci forme di vita, l'astronomo Francois Arago era sicuro che la fonte delle informazioni contenute nell'articolo non fosse il collega John Herschel. Quest'ultimo non poteva difendersi, perché in quel momento si trovava in una zona remota del mondo, così Arago decise di leggere pubblicamente l'intera serie davanti ai membri dell'Accademia delle Scienze Francesi. La maggior parte di loro si mise a ridere reputando incredibili le ipotetiche scoperte, ma ci fu anche chi le ritenne probabili. In Italia vide la luce, nell'aprile 1836, l'opuscolo anonimo intitolato Delle scoperte fatte nella luna del dottor Giovanni Herschel (traduzione dal francese della 104ª edizione, uscita a Parigi nel marzo 1836), un estratto dei primi quattro articoli.
Quasi 25 anni dopo la prima pubblicazione, nel 1859, gli articoli vennero ripubblicati in un libro intitolato Moon Hoax ("la burla della luna"), edito da W. Gowans a New York, firmato da Richard Adams Locke.

## L'autore

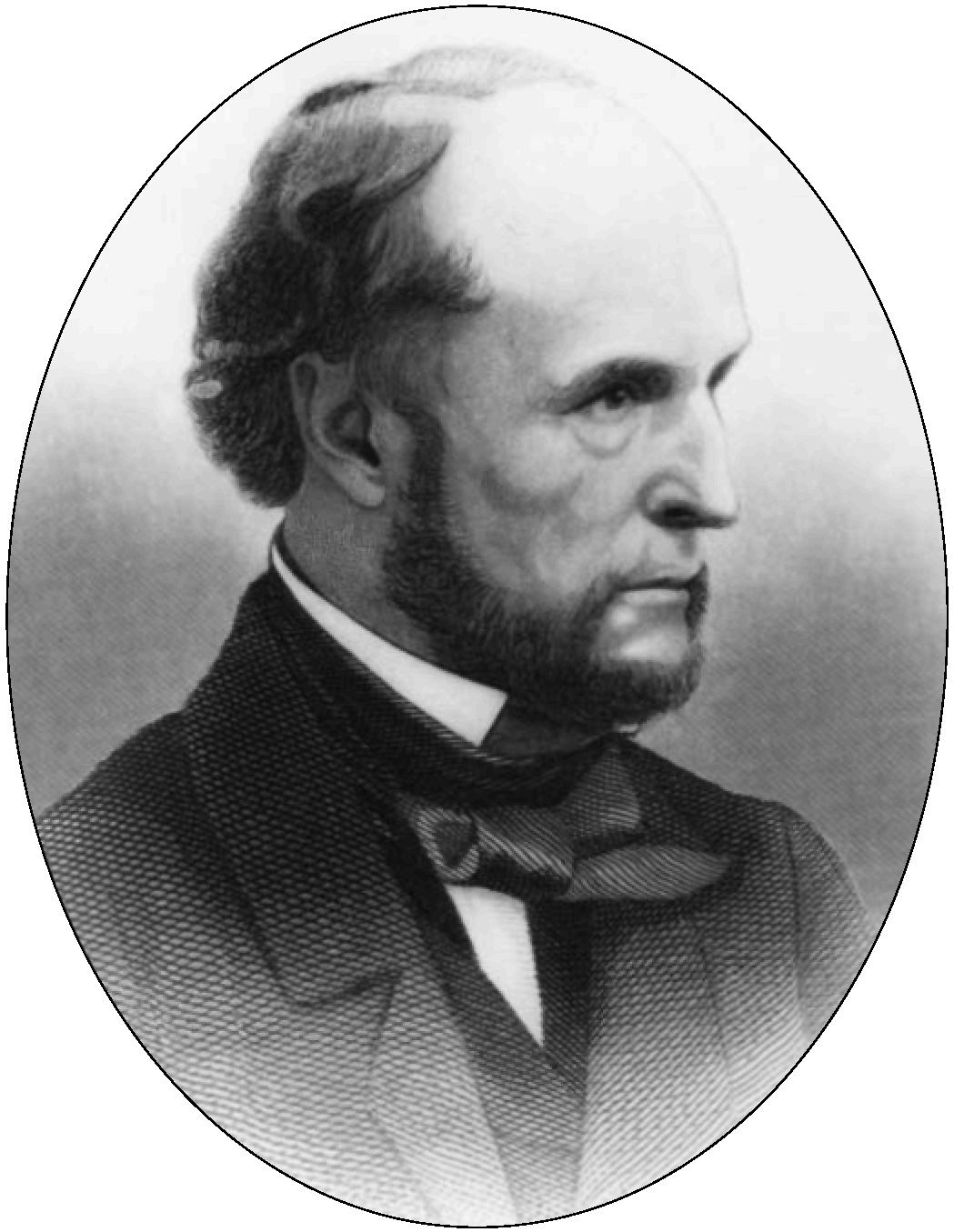
Richard Adams Locke, l'autore (fotografia di Augustus Robin).

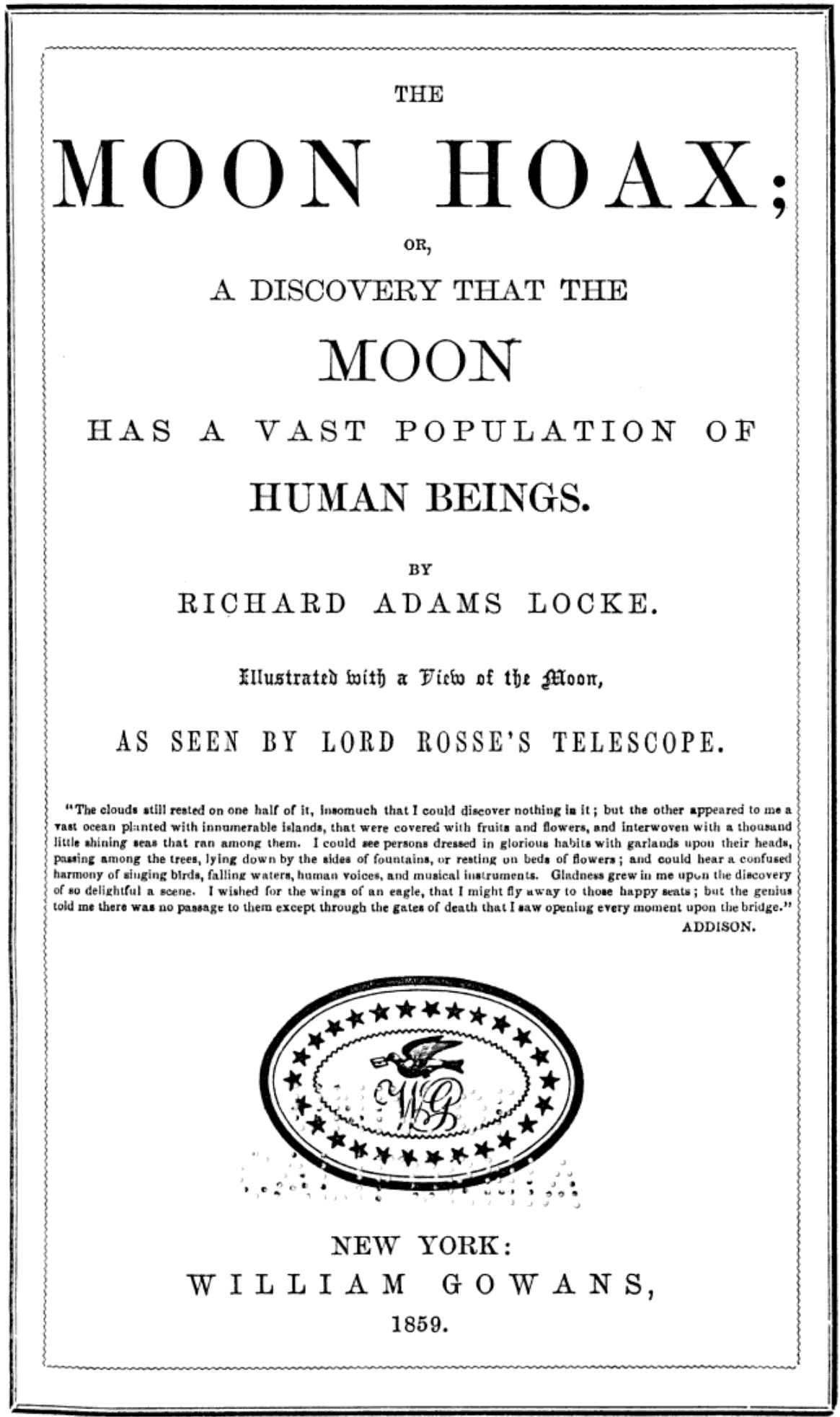
Frontespizio dell'edizione del 1859 in cui compare il nome dell'autore, Richard Adams Locke

Secondo il New York Herald (giornale diretto concorrente del Sun), l'articolo era stato scritto da Richard Adams Locke (1800-1871), un reporter istruito a Cambridge che nell'agosto 1835 lavorava per il New York Sun, con il solo scopo di aumentare la tiratura del proprio giornale. Locke non ammise pubblicamente di esserne l'autore, mentre persistettero voci che altri erano coinvolti. Altri due uomini furono messi in collegamento con la beffa: Jean-Nicolas Nicollet, un astronomo francese in viaggio in America in quel momento (sebbene nel Mississippi, non a New York, quando la beffa lunare fu pubblicata) e Lewis Gaylord Clark, redattore della rivista The Knickerbocker. Non vi è tuttavia alcuna prova valida per indicare che chiunque altro se non Locke sia stato l'autore della burla. Nel 1859, 24 anni dopo, gli articoli vennero pubblicati in un volume dal titolo The Moon Hoax dove Richard A. Locke compariva come unico autore.
Le intenzioni dell'autore erano probabilmente, da un lato, di creare una storia sensazionale che avrebbe fatto aumentare le vendite del proprio giornale (come in effetti accadde) e, dall'altro, mettere in ridicolo alcune delle stravaganti teorie astronomiche pubblicate più di recente. Ad esempio, nel 1824 Franz von Paula Gruithuisen, docente di astronomia presso l'Università di Monaco, aveva pubblicato un documento dal titolo La scoperta di molte distinte tracce di abitanti lunari, in particolare di uno dei suoi edifici colossali. Gruithuisen affermava di avere osservato varie tonalità di colore sulla superficie lunare, che correlò con il clima e le zone di vegetazione. Egli osservò inoltre linee e forme geometriche, che sentiva indicassero l'esistenza di muri, strade, fortificazioni e città.
Un oggetto più diretto della satira di Locke, tuttavia, era costituito certamente dal rev. Thomas Dick, conosciuto come "il filosofo cristiano" per il titolo del suo primo libro (The Christian Philosopher, 1823). In esso Dick riportava di avere calcolato che il sistema solare conteneva 21.891.974.404.480 (oltre 21 trilioni) di abitanti. In realtà, la Luna da sola, secondo il suo calcolo, avrebbe potuto contenerne 4,2 miliardi. I suoi scritti furono enormemente popolari negli Stati Uniti e tra i suoi sostenitori contava intellettuali luminari come Ralph Waldo Emerson.

## Influenza culturale
Il titolo con cui è rimasta nota la serie di articoli è stato ripreso dal racconto Quel grande imbroglio della luna (The Great Moon Hoax or A Princess of Mars, 1996) di Ben Bova.

### Edizioni
- Delle scoperte fatte nella luna del dottor Giovanni Herschel, Napoli, 1836 (traduzione dal francese della 104ª edizione fatta a Parigi nel marzo 1836)
- R. A. Locke, Nuove scoperte lunari, in Burle lunari, collana Le Labrene, traduzione di Leo Marchetti, n. 1, Métis, 1991, ISBN 88-7215-014-0.